# Guy Laroche

Marca Guy Laroche boutique

Guy Laroche (La Rochelle, 16 de julho de 1921 — Paris, 17 de fevereiro de 1989) foi um estilista francês fundador da Maison de alta-costura de mesmo nome. Tornou-se conhecido também por lançar os perfumes Drakkar Noir, Drakkar Dynamik, Horizon e Fidji. Iniciou sua carreira com o estilista Jean Dessès, com quem permaneceu por oito anos, até partir para carreira solo.

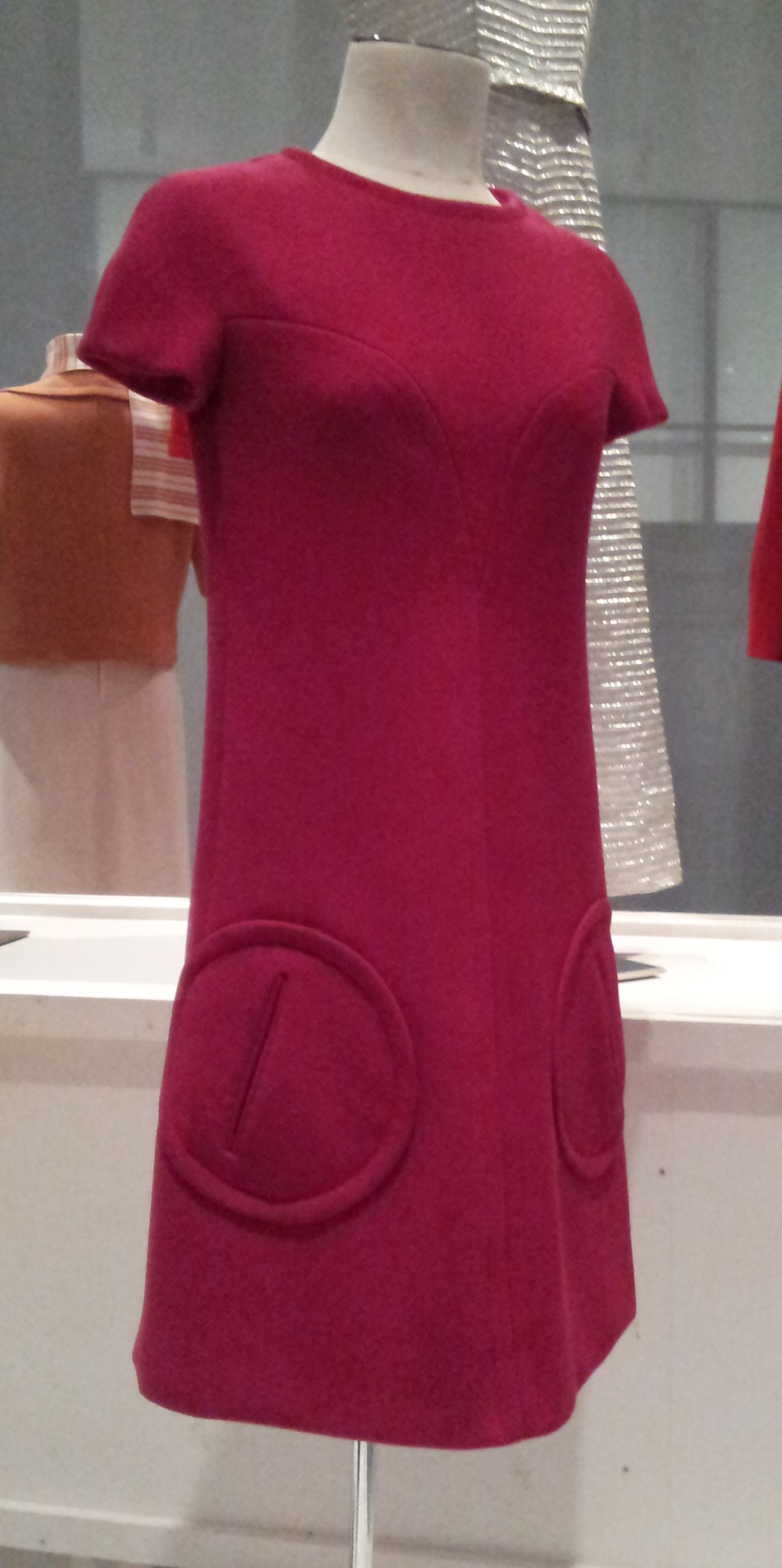
Minivestido de lã rosa ciclâmen Guy Laroche, 1968

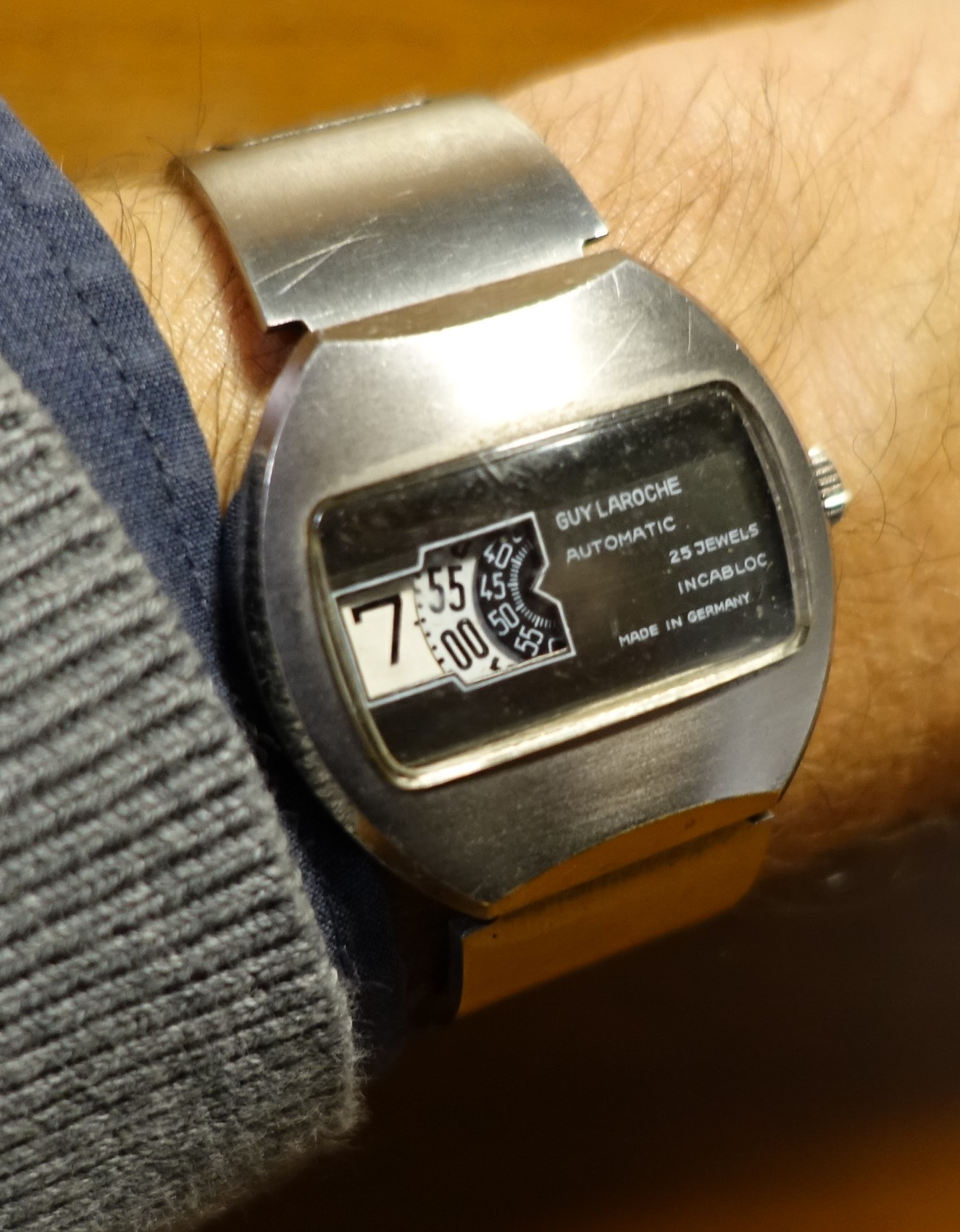
Relógio de salto raro desenhado por Laroche

## Biografia
Laroche nasceu em La Rochelle em uma família judia tunisiana e começou sua carreira na chapelaria. A partir de 1949, Laroche trabalhou para Jean Dessès, tornando-se seu assistente. Em 1955, ele visitou os EUA para investigar novos métodos de fabricação de prêt-à-porter. Em 1956 ou 1957, ele fundou um ateliê de alta costura na 37 Avenue Franklin Roosevelt, Paris.
Sua primeira coleção foi recebida favoravelmente e, dentro dela, ele reintroduziu cores vibrantes como rosa, laranja, coral, topázio e turquesa. Suas roupas também apresentavam linhas profundas no pescoço e nas costas. As combinações de cores tradicionais e elegantes também permaneceram um item básico em seus designs. Ele citou Christian Dior, Cristobal Balenciaga, Jacques Fath e Pierre Balmain como suas principais influências.
Conhecido como humilde e gracioso - em oposição à natureza distante da maioria dos designers parisienses - ele projetou roupas de alta costura, mas práticas para mulheres. Para o mercado americano, ele foi um dos primeiros a criar peças separadas.
Em 1961, ele se mudou para um apartamento maior em uma casa na 29 Avenue Montaigne, Paris, abriu uma boutique lá e apresentou sua primeira coleção de prêt-à-porter. Em 1966, Laroche lançou o prêt-à-porter masculino e abriu a boutique Guy Laroche Monsieur.
Laroche morreu de câncer intestinal em Paris em 17 de fevereiro de 1989, aos 67 anos.

## Fragrâncias
Em 1966, Laroche apresentou Fidji, sua primeira fragrância feminina. Ele criou outras fragrâncias, como:
- 1972 Drakkar
- 1977 J'ai Osé
- 1982 Drakkar Noir
- 1986 Clandestine
- 1993 Horizon
- 1999 Drakkar Dynamik